# Mongolia (revista)
Mongolia és una revista satírica publicada a Espanya en format de paper, autodefinida com «revista satírica sin mensaje alguno». El seu llançament es va produir el 23 de març de 2012. Segons els seus creadors, els referents de la publicació són La Codorniz, Hermano Lobo, El Papus, Barcelona, The Clinic i l'humor de Monty Python. Entre els seus promotors, es trobava Fernando Rapa Carballo, exdirector d'Art de Público, i Pere Rusiñol, anterior adjunt a la direcció del diari.
Si bé el contingut de la revista és humorístic, inclou en les seves pàgines la secció «Reality news», on s'inclouen reportatges de periodisme d'investigació i denúncia de caràcter polític i social. D'aquesta secció, coordinada per Pere Rusiñol, va sortir el llibre Papel mojado (2013), sobre la crisi de la premsa a Espanya. La publicació compta amb la col·laboració dels dibuixants de còmic Darío Adanti i Mauro Entrialgo. Segons Adanti, l'origen del nom és el següent: «Es veu que el vot de Mongòlia va ser decisiu perquè Espanya formés part de l'OTAN. Així que ens vam dir "si ells ens han fotut en aquest merder, ara ens n'hauran de treure"».
En un article de The New York Times sobre l'humor i de la crisi econòmica espanyola s'esmentava a la revista:
| «                                       | (anglès) Mongolia eviscerates the pat myths, postures and privileges cemented during Spain's transition from dictatorship to democracy. | (català) Mongolia esbudella els mites, postures i privilegis fonamentats durant la transició espanyola de la dictadura a la democràcia. | » |
| — Jonathan Blitzer, The New York Times. | | |   |

Algunes de les seves portades han generat cert ressò, com la de desembre de 2013, que mostrava un fotomuntatge de la infanta d'Espanya Cristina de Borbó i Grècia despullada amb l'exclamació «Comprin-la, abans que la prohibeixin!». El març de 2014 ¡Hola! va demanar la retirada del número 19 en què parodiava la portada de la revista del cor, reconvertida com a «MongHola!».
Des del seu naixement ha estat premiada amb el guardó a la defensa dels valors humans del Club Internacional de Premsa (2012); el premi al millor satíric europeu de 2014 del Museu de la Sàtira i de la Caricatura de Forte dei Marmi (Itàlia) per «elevar la sàtira a categoria d'art», o el premi Ou de Colom 2015, atorgat per Cartelera Turia. A més, a partir del 2013 Mongolia representa l'espectacle "Mongòlia, el Musical".